# Hullámosmellű mézevő
A hullámosmellű mézevő (Ramsayornis fasciatus) a madarak osztályának verébalakúak (Passeriformes) rendjébe, valamint a mézevőfélék (Meliphagidae) családjába tartozó faj.

## Rendszerezése
A fajt John Gould angol ornitológus írta le 1843-ban, a Glyciphila nembe Glyciphila fasciata néven.

## Előfordulása
Ausztrália északi részén honos. Természetes élőhelyei a szubtrópusi és trópusi száraz erdők, síkvidéki esőerdők, mangroveerdők, szavannák és cserjések. Nomád faj.

## Megjelenése
Testhossza 15 centiméter.
|  |

## Természetvédelmi helyzete
Az elterjedési területe nagyon nagy, egyedszáma pedig stabil. A Természetvédelmi Világszövetség Vörös listáján nem fenyegetett fajként szerepel.

## További információ
- Képek az interneten a fajról
- Internet Bird Collection
- Xeno-canto.org - a faj hangja és elterjedési területe